# Clostera vau
Clostera vau är en fjärilsart som beskrevs av Fitch 1859. Clostera vau ingår i släktet Clostera och familjen tandspinnare. Inga underarter finns listade i Catalogue of Life.